# Casa Palmes (Igualada)
Casa Palmes és un edifici del municipi d'Igualada (Anoia).

## Descripció
Farmacia on destaquen les vidrieres emplomades en las que s'incriu el nom de la farmàcia i decoració floral. l'interior de la botiga destaca perquè conserva la distribució del segle passat (taulell, prestatgeries). Hi havia un fanal modernista a la façana, avui en poder del propietari. al'interior hi ha una capelleta de la Immaculada refeta el 1940. Aquest establiment existeix des del 1490: l'any 1898, en Josep Bausili i Llobet va fer una reforma, i el 1908, aproximadament es col·locaren les vidrieres.